# Jordan Thompson (pallavolista)
Jordan Mackenzie Thompson (Edina, 5 maggio 1997) è una pallavolista statunitense, opposto della LOVB Houston.

## Caratteristiche tecniche
Gioca principalmente nel ruolo di opposto, ma può essere impiegata anche in quello di schiacciatrice.

## Carriera

### Club
La carriera di Jordan Thompson inizia nei tornei scolastici del Minnesota, giocando per la Edina HS. Dopo il diploma, gioca a livello universitario nella NCAA Division I con la Cincinnati: fa parte delle Bearcats dal 2015 al 2019, saltando l'annata 2017, e durante il suo senior year è la prima giocatrice nella storia del programma a essere inserita nella prima squadra All-American; il 3 novembre 2019, invece, realizza il record di 50 punti in un singolo incontro contro la Connecticut.
Appena termina la carriera universitaria, nel dicembre 2019 firma il suo primo contratto professionistico in Turchia, ingaggiata per la seconda parte della Sultanlar Ligi 2019-20 dal Fenerbahçe. Nel campionato 2020-21 si accasa all'Eczacıbaşı, ancora nella massima divisione turca, con cui si aggiudica la Supercoppa turca: resta legata al club anche nella prima parta del campionato seguente, prima di svincolarsi nel dicembre 2021, per poter recuperare da un infortunio alla caviglia.
Rientra in campo nell'annata 2022-23, ingaggiata nella Serie A1 italiana dalla Pro Victoria, ma già nell'annata seguente torna nella massima divisione turca, dove indossa la casacca del VakıfBank, con cui conquista la Supercoppa turca, eletta inoltre come MVP.
Torna poi in patria per partecipare alla prima edizione della League One Volleyball con la LOVB Houston, con la quale vince la LOVB Classic, venendo premiata come miglior giocatrice e miglior opposto; viene inoltre premiata come miglior opposto del campionato e inserita nella seconda squadra delle LOVB Icons.

### Nazionale
Nel 2019 fa il suo esordio nella nazionale statunitense conquistando la medaglia d'oro alla Volleyball Nations League, successo bissato anche nell'edizione 2021, anno in cui vince la medaglia d'oro ai Giochi della XXXII Olimpiade di Tokyo. Nel 2023 arriva l'argento al campionato nordamericano, premiata anche come miglior opposto; lo stesso metallo lo mette al collo nel 2024 ai Giochi della XXXIII Olimpiade.

## Palmarès

### Club
- Supercoppa turca: 2

2020, 2023
- LOVB Classic: 1

2025

### Premi individuali
- 2018 - All-America Third Team
- 2019 - All-America First Team
- 2019 - NCAA Division I: Stanford Regional All-Tournament Team
- 2023 - Campionato nordamericano: Miglior opposto
- 2023 - Supercoppa turca: MVP
- 2025 - LOVB Classic: MVP
- 2025 - LOVB Classic: Miglior opposto
- 2025 - League One Volleyball: Miglior opposto
- 2025 - League One Volleyball: LOVB Icons Second Team